# Gina McCarthy
Regina ”Gina” McCarthy, född 3 maj 1954 i Boston, är en amerikansk ämbetsman och miljöhälso- och luftkvalitetsexpert. Hon var chef för den federala miljöskyddsmyndigheten Environmental Protection Agency mellan åren 2013–2017 i Obamas kabinett. 2021–2022 var hon den första nationella klimatrådgivaren i Vita huset.